# Mesosignum vitjazi
Mesosignum vitjazi är en kräftdjursart som beskrevs av Yakov Avadievich Birstein1963. Mesosignum vitjazi ingår i släktet Mesosignum och familjen Mesosignidae. Inga underarter finns listade i Catalogue of Life.